# Charles Oliveira
Charles Oliveira da Silva (Guarujá, 17 oktober 1989) is een Braziliaans MMA-vechter. Momenteel vecht hij in de lichtgewichtdivisie binnen de Ultimate Fighting Championship (UFC), waar hij de voormalige kampioen is. 

## Biografie
Oliveira is opgegroeid in een arme familie in de favela van Vicente de Carvalho in de toeristenstad Guarujá, São Paulo, Brazilië. Als kind begon hij voetbal te spelen, maar toen hij 7 jaar oud was begon hij zich ziek te voelen. Hij had regelmatig pijn in z'n lichaam, ondervond problemen met lopen, en was zo nu en dan niet in staat z'n benen te bewegen. Hij werd gediagnostiseerd met reumatische koorts en hartruis. De doktor vertelde z'n familie dat hij invalide zou kunnen worden. Ondanks al deze uitdagingen stonden Oliveira's ouders erop dat hij bleef sporten, en na twee jaar was hij aan de beterende hand. 
Op z'n twaalfde leerde hij via een buurman kennis maken met Braziliaans jiujitsu. Hij begon te trainen onder Roger Coelho en won in 2003 zijn eerste grote titel als witte band. In 2010 ontving hij zijn zwarte band onder Ericson Cardoso en Jorge "Macaco" Patino.
Oliveira begon in 2007 de sport MMA te beoefenen en kwam snel uit op twaalf winsten en nul verliezen, met zes knock-outs en vijf submissies. 
In 2010 werd Oliveira een contract aangeboden door de UFC, waar hij debuteerde tegen Darren Elkins. In mei 2021 won hij de UFC-lichtgewichttitel tegen Michael Chandler. In december 2021 verdedigde hij zijn titel tegen Dustin Poirier. Hij raakte zijn titel kwijt in mei 2022, toen het hem niet lukte het benodigde gewicht te bereiken voor zijn titelverdediging tegen Justin Gaethje. Hij won wel het gevecht. Oliveira kreeg op 22 oktober 2022 de kans om opnieuw kampioen in het lichtgewicht te worden. Hij en Islam Makhachev streden die dag om de vacante titel. De Rus nam Oliveira in de tweede ronde van hun partij echter in een verwurging (arm-triangle choke) waar hij niet meer uitkwam. Hierna vocht Charles Oliveira tegen Beneil Dariush op UFC 289 11 juni 2023. De Braziliaan stopte Beneil in de tweede ronde na een harde high-kick en maakte het af op de grond met stoten. 